# 17 vendémiaire
17 jour complémentaire 17 brumaire
Le septidi 17 vendémiaire, officiellement dénommé jour de la citrouille, est un jour de l'année du calendrier républicain. Il reste 348 jours avant la fin de l'année, 349 en cas d'année sextile.
C'était généralement le 8e jour du mois d'octobre dans le calendrier grégorien.

## Événements
- An X : 9 octobre 1801
  - traité franco-ottoman, signé à Paris, qui met fin aux hostilités entre les deux puissances dans le cadre de la guerre de la deuxième coalition.

## Décès
- An VIII : 9 octobre 1799
  - Pierre Joseph Georges Pigneau de Behaine, homme d'Église et diplomate français (° 2 novembre 1741).